# Großgaserei Magdeburg

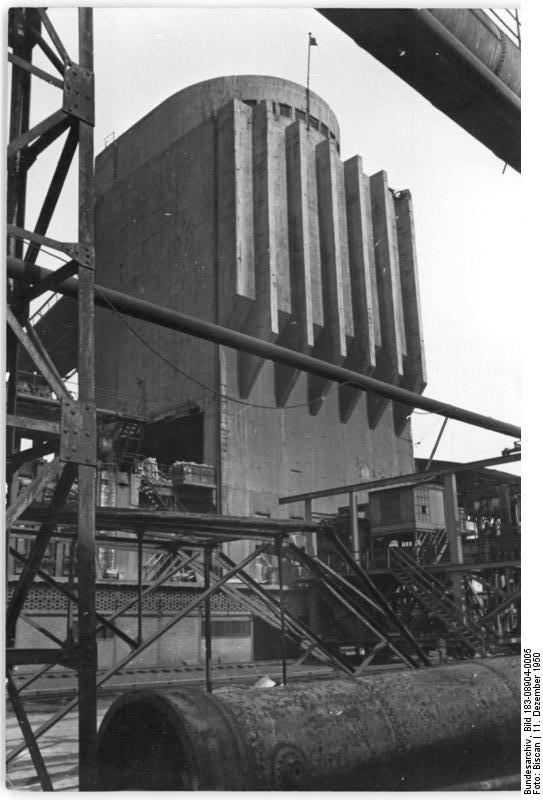
Großgaserei 1950

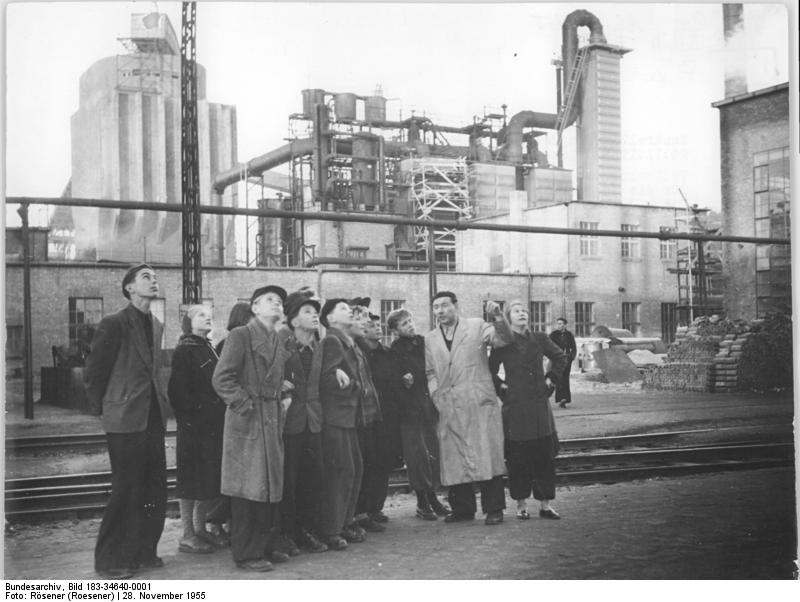
Jugendliche 1955 bei einer Besichtigung der Gaserei

Die Großgaserei Magdeburg war eine Steinkohlenkokerei im Magdeburger Stadtteil Rothensee. Sie diente hauptsächlich zur Erzeugung von Stadt- und Ferngas sowie Hüttenkoks.
Die Deutsche Continental Gasgesellschaft (DCGG) errichtete die Anlage ab 1929 unter dem Namen Großgaserei Mitteldeutschland im damals neu erschlossenen Industriegebiet Magdeburg-Rothensee und nahm sie im Folgejahr in Betrieb. Architekt der Anlage war Johannes Göderitz. Über eine Netzgesellschaft wurde das Gas als Ferngas in angrenzende Regionen, auch bis nach Sachsen geliefert. Im Zweiten Weltkrieg wurde die Anlage bei Bombenangriffen britischer und US-amerikanischer Verbände stark zerstört. 1952 erfolgte die Wiederinbetriebnahme der erneuerten, nun volkseigenen, Anlage. Technischer Direktor war zunächst Wilhelm Gsell. Von 1970 bis 1975 erfolgte die schrittweise Erneuerung der vier betriebenen Koksofenbatterien mit insgesamt 115 Ofenkammern. Nach der deutschen Wiedervereinigung 1990 wurde die Anlage von der im Eigentum der Treuhandanstalt befindlichen Großgaserei GmbH Magdeburg betrieben, am 19. März 1993 liquidiert, stillgelegt und abgerissen.
Die Großgaserei Magdeburg war ein Betriebsteil des VEB Steinkohlenkokereien „August Bebel“ Zwickau und damit Teil des Gaskombinats Schwarze Pumpe. Die kokfähige Kohle des Zwickauer Reviers wurde in den beiden Zwickauer Kokereien „Karl Marx“ und „August Bebel“ verkokt. Deshalb musste die benötigte Steinkohle anfangs aus der UdSSR und Polen sowie später verstärkt aus der nichtsozialistischen Wirtschaftszone importiert werden.
Die bei der Produktion anfallenden, massiv PAK-haltigen Nebenprodukte, ca. 60–90.000 Mg, wurden in Teerseen eingelagert. Anfang des Jahrtausends wurde sie unter hohem finanziellem Aufwand saniert.
Heute befindet sich auf dem ehemaligen Gelände der Großgaserei ein holzverarbeitender Industriebetrieb.